# Пам'ятник воїнам-односельчанам (Терехове)
Па́м'ятник во́їнам-односельча́нам — пам'ятка історії місцевого значення, що знаходиться у селі Терехове Бердичівського району Житомирської області, охоронний номер 3089.

## Історія та опис пам'ятки
Пам'ятка знаходиться на південно-східній околиці села, праворуч від входу на сільське кладовище.
300 жителів села брали участь у Другій світовій війні. 132 з них загинули смертю хоробрих. На їх честь в 1994 році встановлено пам'ятник: скульптуру радянського воїна з червоного граніту на бетонному постаменті, до якого прикріплено плиту з присвятним написом та по обидва боки від постаменту покладено по 4 плити з мармурової крихти з іменами 132-х воїнів — односельчан, загиблих на фронтах Німецько-радянської війни.
Напис на плиті, прикріпленій до постаменту: «Мужнім захисникам Батьківщини, які віддали своє життя проти німецько-фашистського нашестя».